# Facultad de Artes y Ciencias (Universidad Estatal de Oklahoma)
La Facultad de Artes y Ciencias de la Universidad Estatal de Oklahoma sirve como componentes de ciencias y artes liberales de la Universidad Estatal de Oklahoma en Stillwater, Oklahoma. La Facultad de Artes y Ciencias es la facultad más grande de la Universidad Estatal de Oklahoma con más de 24 departamentos y programas y una gran diversidad de estudiantes. La Facultad de Artes y Ciencias también abarca la Escuela de Artes Visuales y Escénicas. El Decano es Glen Krutz. La Facultad de Artes y Ciencias incluye estudios de pregrado y posgrado en muchos campos diferentes y capacitación previa a la medicina y la ley. Los títulos de licenciatura incluyen: Licenciatura en Artes (BA), Licenciatura en Ciencias (BS), Licenciatura en Bellas Artes (BFA) y Licenciatura en Música (BM).

## Departamentos
- Aeroespacio
- Arte
- Historia del Arte
- Biología
- Ciencias de la Comunicación y Trastornos
- Química
- Ciencias de la Computación
- inglés
- Idiomas extranjeros
- Geografía
- Geología
- Diseño gráfico
- Historia
- Biología Integrativa
- Matemáticas
- Medios y Comunicaciones Estratégicas
- Microbiología y Genética Molecular
- Ciencia militar
- Música
- Filosofía
- Física
- Biología Vegetal, Ecología y Evolución
- Ciencias Políticas
- Psicología
- Sociología
- Estadística
- Teatro